# Aglyptodactylus securifer
Aglyptodactylus securifer és una espècie de granota de la família dels mantèl·lids endèmica de Madagascar.
Està amenaçada d'extinció per la pèrdua del seu hàbitat natural.